# Шаллан (кантон)
Шаллан (фр. Challans) — кантон во Франции, находится в регионе Пеи-де-ла-Луар, департамент Вандея. Расположен на территории двух округов: восемь коммун входят в состав округа Ла-Рош-сюр-Йон, семь – в состав округа Ле-Сабль-д'Олон.

## История
Кантон Шаллан был создан в 1790 году и его состав несколько раз менялся. Современный кантон Шаллан образован в результате реформы 2015 года. В его состав вошли коммуны упраздненного кантона Паллюо.

## Состав кантона с 22 марта 2015 года
В состав кантона входят коммуны (население по данным Национального института статистики за 2019 г.):
- Апремон (1 854 чел.)
- Буа-де-Сене (2 048 чел.)
- Гран’Ланд (692 чел.)
- Ла-Гарнаш (5 114 чел.)
- Ла-Шапель-Паллюо (935 чел.)
- Маше (1 589 чел.)
- Паллюо (1 106 чел.)
- Саллертен (3 171 чел.)
- Сен-Кристоф-дю-Линьерон (2 586 чел.)
- Сен-Поль-Мон-Пени (826 чел.)
- Сент-Этьен-дю-Буа (2 135 чел.)
- Фаллерон (1 637 чел.)
- Фруадфон (1 942 чел.)
- Шаллан (21 322 чел.)
- Вандея (1 114 чел.)

## Политика
На президентских выборах 2022 г. жители кантона отдали в 1-м туре Эмманюэлю Макрону 32,6 % голосов против 27,7 % у Марин Ле Пен и 13,5 % у Жана-Люка Меланшона; во 2-м туре в кантоне победил Макрон, получивший 55,5 % голосов. (2017 год. 1 тур: Франсуа Фийон – 25,4 %, Эмманюэль Макрон – 23,0 %, Марин Ле Пен – 22,0 %, Жан-Люк Меланшон – 14,6 %; 2 тур: Макрон – 64,3 %).
С 2021 года кантон в Совете департамента Вандея представляют мэр города Шаллан Реми Паскро (Rémi Pascreau) и член совета коммуны Сен-Кристоф-дю-Линьерон Надя Рабро (Nadia Rabreau) (оба – Разные правые).
|                | Кандидаты                     | Партия                   | Первый тур | Первый тур     | Второй тур | Второй тур |
| Кол-во голосов | Кандидаты                     | Партия                   | % голосов  | Кол-во голосов | % голосов  |            |
| -------------- | ----------------------------- | ------------------------ | ---------- | -------------- | ---------- | ---------- |
|                | Реми Паскро Надя Рабро        | Разные правые            | 6 344      | 57,95          | 8 136      | 77,08      |
|                | Даниэль Доман Дидье Рег-Гьяна | Национальное объединение | 2 412      | 22,03          | 2 419      | 22,92      |
|                | Эрик Вриньон Бетти Гронден    | Левый блок               | 1 926      | 17,59          |            |            |
|                | Стефани Лакруа Жак Шарье      | Прочие                   | 266        | 2,43           |            |            |

|                | Кандидаты                         | Партия                  | Первый тур | Первый тур |
| Кол-во голосов | Кандидаты                         | Партия                  | % голосов  |            |
| -------------- | --------------------------------- | ----------------------- | ---------- | ---------- |
|                | Надя Рабро Серж Рондо             | Правый блок             | 9 002      | 54,53      |
|                | Даниэль Доман Ришар Дюкре         | Национальный фронт      | 3 973      | 24,07      |
|                | Эрик Вриньон Николь Герен         | Левый блок              | 1 846      | 11,18      |
|                | Каролин Бюрди-Симмоне Тони Раффен | Европа Экология Зелёные | 1 072      | 6,49       |
|                | Даниэль Алама Лидия Дежё          | Левый фронт             | 616        | 3,73       |